# 獸拳戰隊激氣連者VS冒險者
《獸拳戰隊激氣連者VS冒險者》是日本《超級戰隊系列》於2008年推出的V-cinema系列的第14部劇場版，亦是該系列的最後一部作品，其中包括《轟轟戰隊冒險者》和《獸拳戰隊激氣連者》的演員陣容，兩大戰隊夢幻共演，於2008年3月14日發行。

## 本作特色
- 本作為《獸拳戰隊激氣連者》和《轟轟戰隊冒險者》的聯動劇場版。為東映VS系列第14作目。於2008年3月14日發行。

## 故事概要
因為一顆稀世珍物-紅色寶玉，讓強等激氣連者與真墨等冒險者碰頭了。據說將這寶玉與另一顆青色寶玉同時放入在南美的古代遺跡，就能得到究極之力的某種秘寶。而青色寶玉的所在地正是…臨獸殿！因為這兩顆與宇宙拳法有關的秘寶，激氣連者、冒險者、臨獸殿彼此糾結，並演出了一場WAKIWAKI的冒險大活劇！

## 登場角色

### 獸拳戰隊激氣連者
| 演員     | 角色   | 代號       | 台配   |
| -------- | ------ | ---------- | ------ |
| 鈴木裕樹 | 漢堂將 | 激氣紅     | 劉傑   |
| 福井未菜 | 宇崎蘭 | 激氣黃     | 汪世瑋 |
| 高木萬平 | 深見烈 | 激氣藍     | 李景唐 |
| 三浦力   | 深見豪 | 激氣紫     | 梁興昌 |
| 聰太郎   | 久津健 | 激氣斬     | 于正昌 |
| 荒木宏文 | 理央   | 黑獅子     | 賀宇傑 |
| 平田裕香 | 梅麗   | 變色龍拳士 | 汪世瑋 |

### 轟轟戰隊冒險者
| 演員/配音員 | 角色     | 代號     | 台配   |
| ----------- | -------- | -------- | ------ |
| 高橋光臣    | 明石曉   | 冒險紅   | 李景唐 |
| 齋藤康嘉    | 伊能真墨 | 冒險黑   | 于正昌 |
| 三上真史    | 最上蒼太 | 冒險藍   | 賀宇傑 |
| 中村知世    | 間宮菜月 | 冒險黃   | 詹雅菁 |
| 末永遙      | 西堀櫻   | 冒險粉紅 | 馮嘉德 |
| 出合正幸    | 高丘映士 | 冒險銀   | 劉傑   |
| 堀秀行      | 茲邦     | 黃金之劍 | 李景唐 |

### 相關人物
- 真咲美希（演：伊藤和枝／台灣CV：詹雅菁）
- 真咲夏美（演：桑江咲菜／台灣CV：馮嘉德）
- 夏傅（CV：永井一郎／台灣CV：梁興昌）
- 巴蠅（CV：石田彰／台灣CV：劉傑）
- 牧野森男（演：齊木茂／台灣CV：賀宇傑）

### 本作敵人
- 風之靜香（演：山崎真實／台灣CV：馮嘉德）
- 巴卡（CV：岸祐二／台灣CV：賀宇傑）
- 巴加卡馬克12世（CV：增谷康紀／台灣CV：梁興昌）

## 戰力

### 激臨野狼鬥者
- 高度：53公尺
- 寬度：50.0公尺
- 長度：21.5公尺
- 重量：3500公噸
- 動力：3500萬馬力

於《劇場版 炎神戰隊轟音者VS激氣連者》再度登場。